# Claus von der Decken (Politiker, 1460)

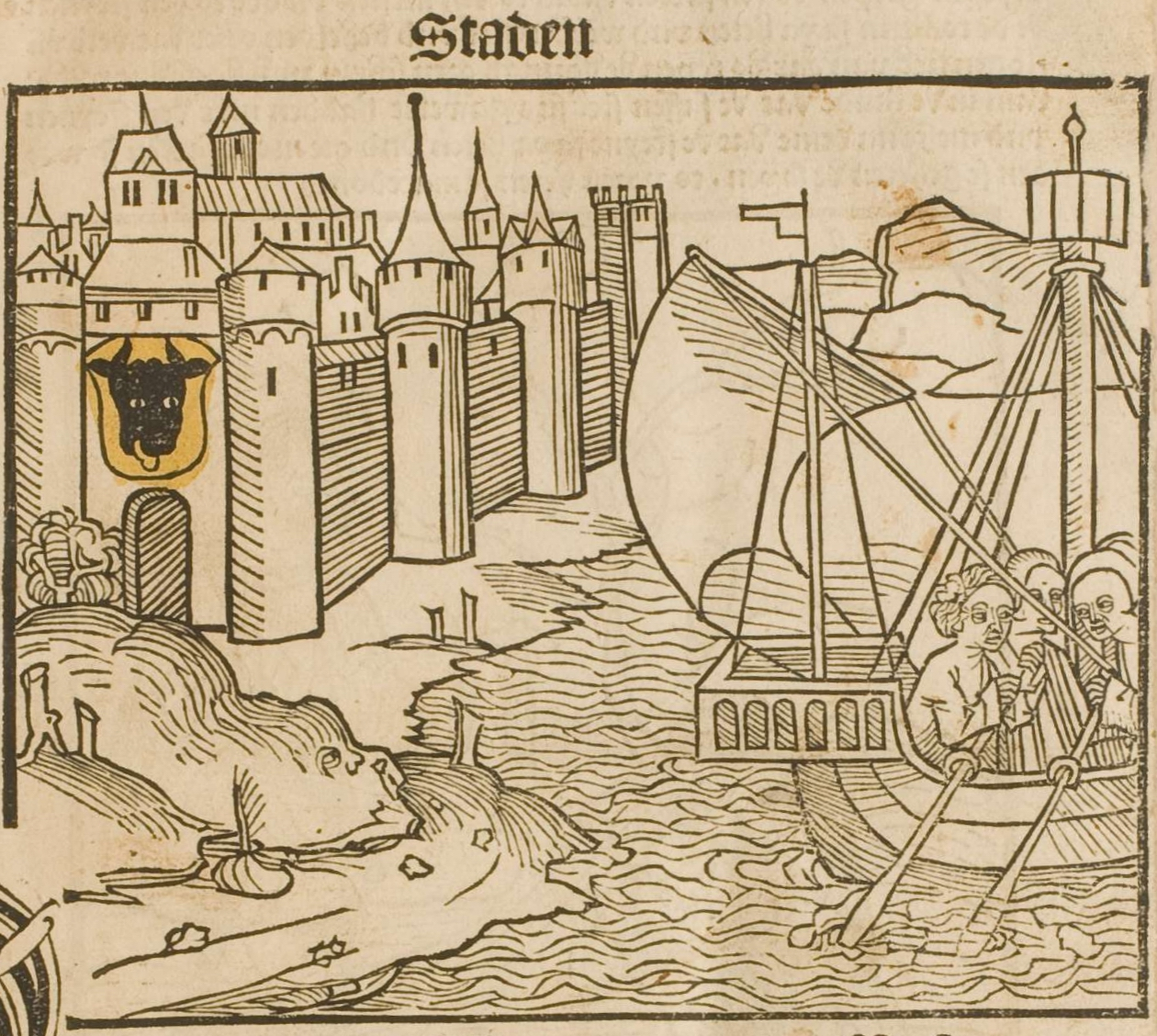
„Staden“, aus Conrad Botes Cronecken der Sassen. Eine Illustration von Stade aus der Lebenszeit des Bürgermeisters Claus von der Decken

Claus von der Decken (* 1460; † 1541) war ein deutscher Politiker und seit 1501 Bürgermeister von Stade.

## Leben
Er war einer der mächtigsten Männer jener Zeit an der Unterelbe und der Stammvater aller jetzt in vier großen Stammlinien lebenden von der Decken.
Seit 1496 war er Mitglied im Rat der Stadt Stade und wurde 1501 Bürgermeister. Damals gab es in Stade nicht nur einen, sondern vier Bürgermeister, von denen zwei jährlich abwechselnd das Amt ausführten. Er blieb vier volle Jahrzehnte Bürgermeister bis zu seinem Tod 1541.
Wahrscheinlich hatte er die gegenüber dem vormaligen Bremer Erzbischof Johann III. Rode von Wale aufsässige Ritterschaft dessen Nachfolger Christoph von Braunschweig-Lüneburg gegenüber willfährig gemacht, und sich diesem seit 1511 so unentbehrlich gemacht. Auch half er ihm mit großen finanziellen Vorschüssen.
1516 erhielt er dafür von Christoph ein Privileg, welches ihn und seine Nachkommen unabhängig machte.
Ein klares Bild seiner Leistungen gibt ein 1577 in einem Prozess zwischen Stade und Hamburg vernommener Zeuge. Dieser erklärte, der Bürgermeister Claus v.d.D. habe sich mit Erfolg gegen den Hamburger Elbzoll gewehrt, worauf es zwischen der Stadt Stade und Hamburg zu einem Vergleich dahin gekommen sei, dass jeder den anderen frei passieren lassen wolle. Der Zeuge sagte weiter aus, die Hamburger erklärten immer, die Stader könnten viel Geld dafür ausgeben, wenn sie noch einmal solche Bürgermeister haben könnten wie Claus v.d.D. und dessen Sohn Herrmann. Nach des letzteren Tod hätten die Hamburger den Zoll wieder abgenommen.
An der Elbe wurde viele Jahrhunderte um den Elbzoll und das Stapelrecht gekämpft. Davon zeugen die Urkunde für den Hafengeburtstag und die Elbkarte von Melchior Lorichs.

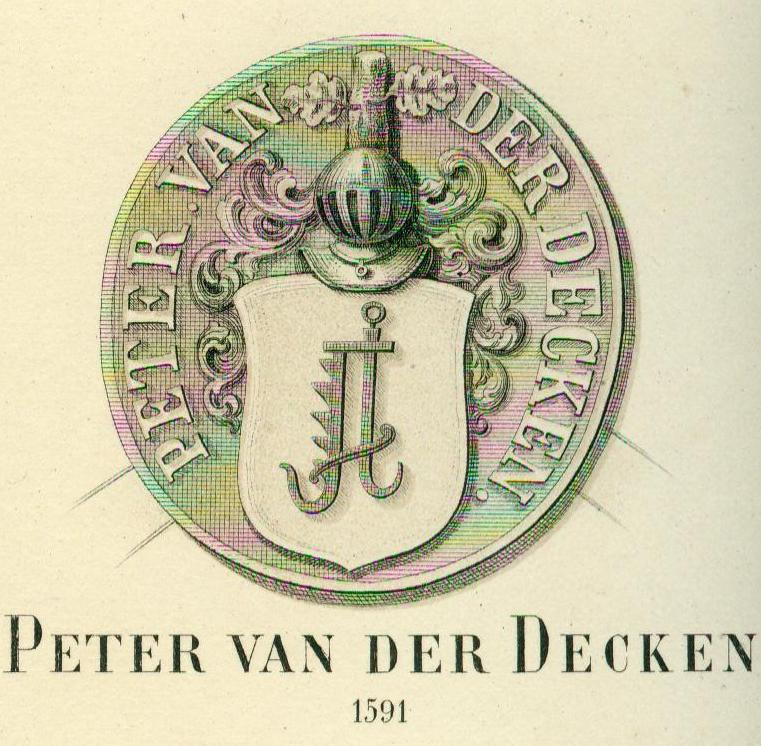
Siegel des Peter von der Decken aus dem Jahr 1591. Peter lebte von 1539 bis 1619. Peter hatte die Güter Kampe, Oerichsheil, Ritterhof und Wechtern. Diese Form des Wappens von 1591 hat sich bis heute erhalten. Die holländische Schreibweise des Familiennamens mit van ist in einigen Urkunden um 1600 zu finden.

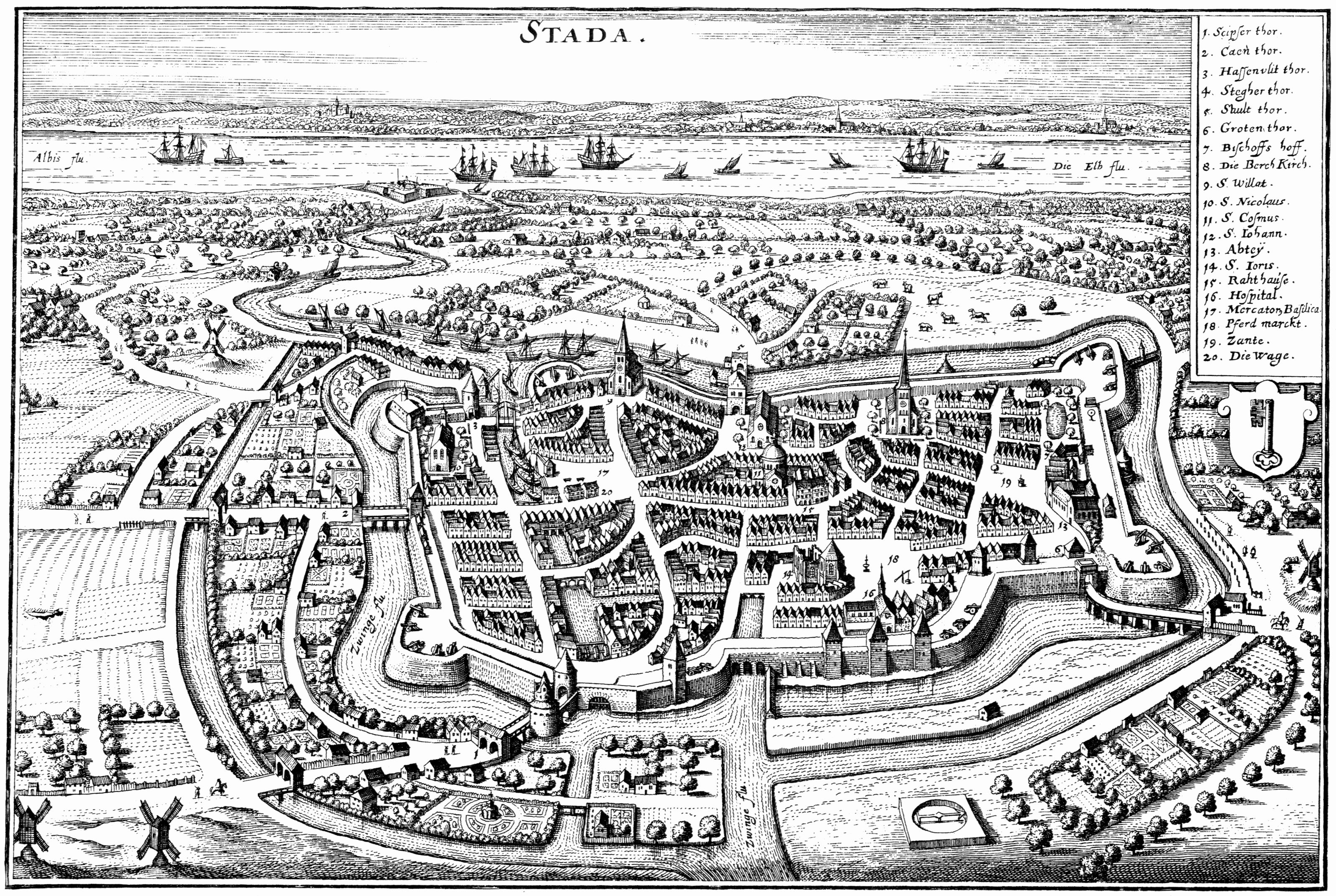
Stade mit Elbe im Hintergrund 1640 (100 Jahre nach Claus von der Decken)

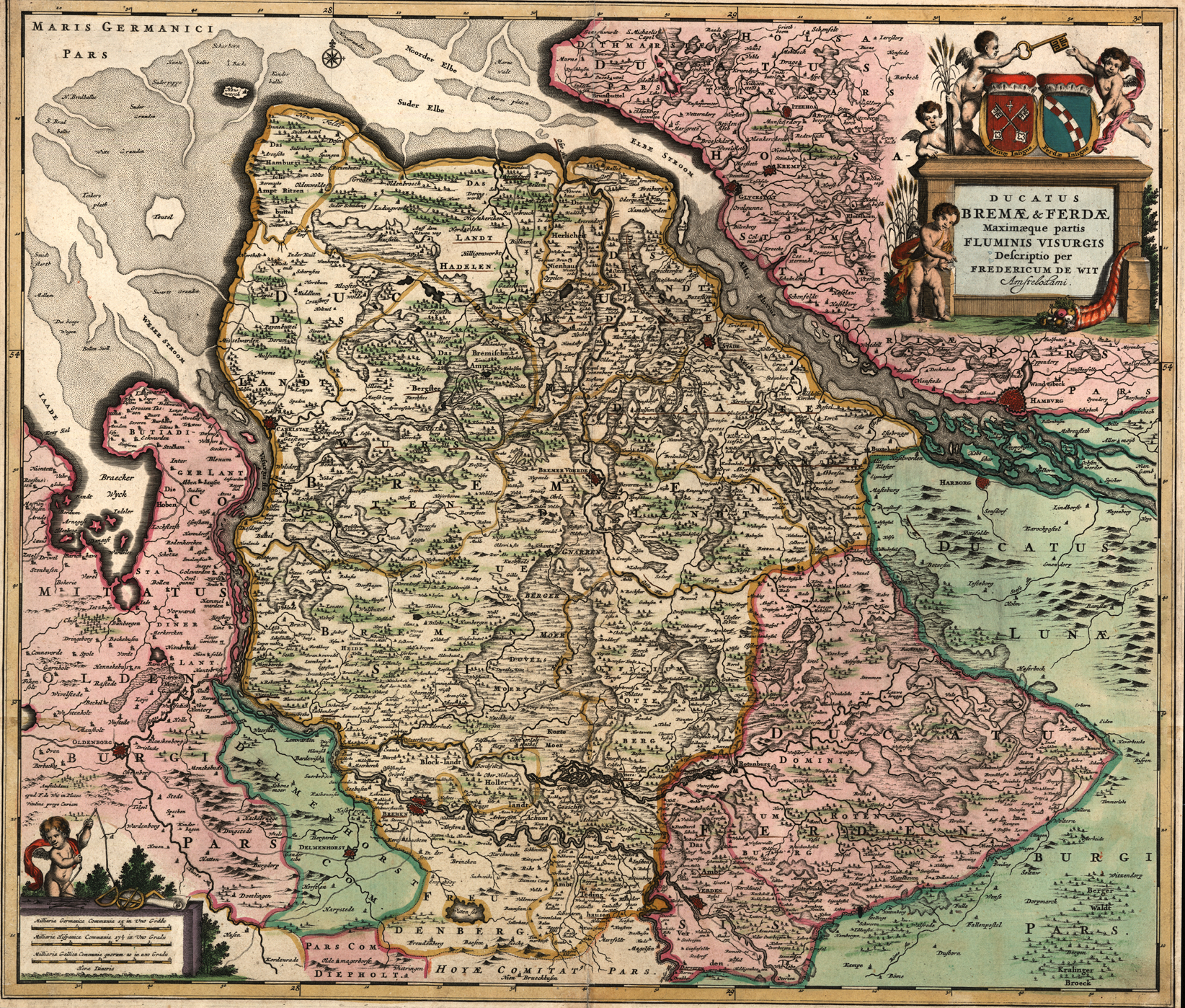
Das Herzogtum Bremen um 1655

## Nachkommen
Claus heiratete 1496 Anna von der Lieth. Sie hatten sechs Söhne und zwei Töchter. Fünf von ihren Söhnen stifteten die fünf Linien der Familie:
- Hermann ( -1550), war auch Bürgermeister von Stade. Er besaß die Güter Oerichsheil, Balje und das Stammgut Kampe. Hermann begründete die erste Stammlinie, auch Oerichsheiler Linie genannt. Hermanus van Deken studierte in Rostock 1521/22.[9]

     Peter (1539–1619) war Hermanns Sohn. Er erlangte einen Schutzbrief vom Kaiser Maximilian II. Das Siegel des Peter van der Decken siehe links.
- Thomas ( -1567) war kgl. dänischer Rittmeister auf Schölisch und Bullenhausen. Thomas war der Stifter der zweiten oder Schölischer Stammlinie, die bis 1700 existierte.
- Heinrich ( -1555) war dänischer Oberst auf Stellenfleet III und IV sowie Wechtern I. Heinrich war Begründer der dritten oder älteren Stellenflether Stammlinie.
- Claus (1516–1588), auf Stellenfleth I und II. Claus war Begründer der vierten oder jüngeren Stellenflether Stammlinie.
- Johann ( -1557), auf Schölisch I, Borstel, Allwörden, Blockland und Wechtern IV. Johann stiftete die fünfte oder Borsteler Linie.

Zu den fünf Linien seiner Nachkommen als auch zu seinen Vorfahren siehe (Generation 06) in Stammliste der Familie von der Decken.